# سعادت‌آباد (تهران)
سَعادَت‌آباد یکی از محله های گران قیمت در شمال غرب شهر تهران است. این منطقه در کوهپایه‌های جنوبی رشته کوه البرز و در منطقه ۲ شهرداری تهران  واقع شده ‌است.

## پیدایش و پیشینه
سعادت‌آباد متعلق به شاهزاده محمدجعفر میرزا قاجار بود. در سال ۱۳۲۷ خورشیدی سید ضیاءالدین طباطبایی یزدی این ده را که مخروبه و بدون سکنه و زمین‌هایش ریگزار بود؛ خریداری کرد. سه دانگ آن را به نام خود و سه دانگ را به نام همسرش بتول ثبت کرد.
در شروع کار با استخدام آشنایان یزدی و کشاورزان که همه سید بودند این ده را سادات آباد نام‌گذاری کردند که گندم‌کاری، یونجه‌کاری و پرورش خرگوش از نوع آنغوره انجام می‌دادند. او با فروش گوشت خرگوش به مغازه‌های چهارراه استانبول و فروش پوست خرگوش و پشم آن برای تولید کلاه و پالتو به بازرگانان و به دست آوردن پول از این راه هرچه خرابه بود را آباد کرد و به آب رساند.

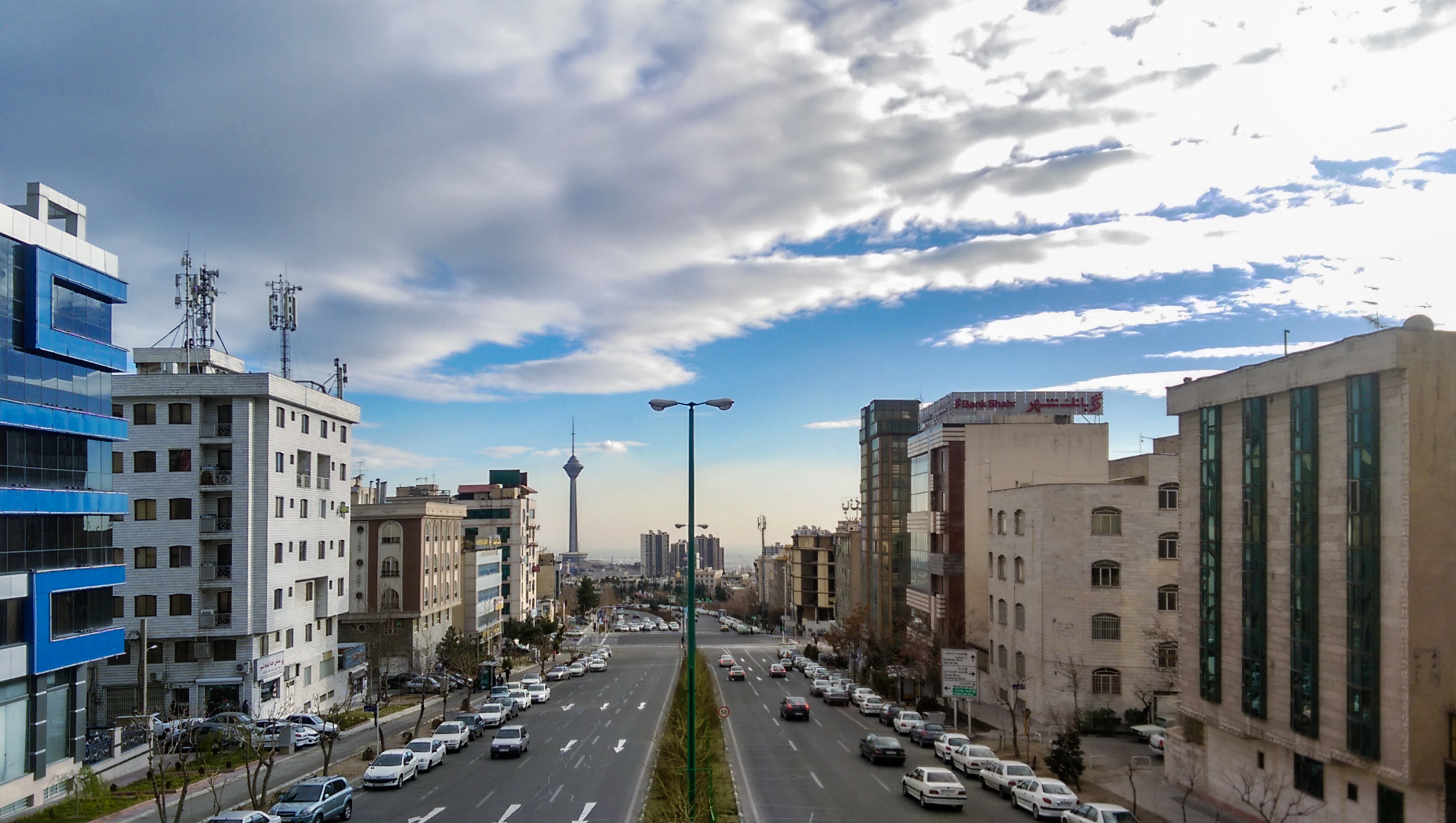
تصویری از یک بلوار در سعادت آباد در فصل بهار.

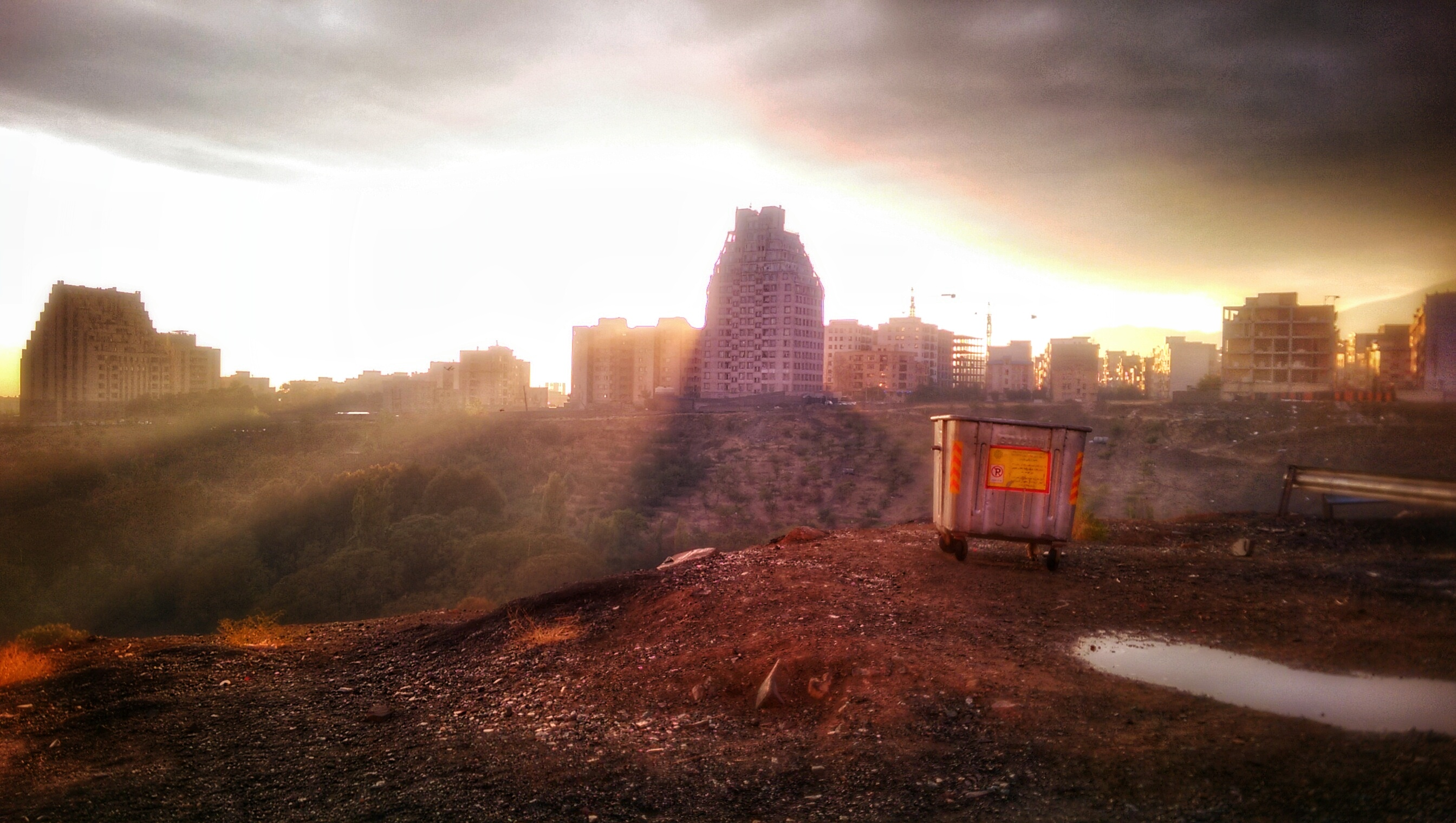
ساختمان‌های سعادت آباد در ساعت‌های منتهی به غروب

همراهی کارگران و مدیریت سید ضیاءالدین طباطبایی به منطقه آبادانی بخشید و با اضافه شدن کارگران غیر سید و تلفظ آسانتر، سادات به سعادت تبدیل شد. گندم مزارع سید ضیاءالدین طباطبایی تأمین‌کنندهٔ غلهٔ بسیاری از مناطق تهران شد. انواع میوه‌های مرغوب آن زمان از باغ‌های سید ضیاءالدین طباطبایی (در سعادت آباد) تأمین می‌شد. او به پیشنهاد سر ریدر بولارد سفیر انگلستان در آن زمان به پرورش نوعی خاص از خرگوش پرداخت و در طول ده سال به‌طور مداوم پانزده هزار خرگوش در مزارع سعادت آباد پرورش داد.

## جایگاه جغرافیایی و شهری
سعادت‌آباد از شرق به بزرگراه چمران، از جنوب به شهرک غرب، از شمال به کوی فراز، از شمال شرق به اوین، از شمال غرب به فرحزاد راه دارد. بزرگراه یادگار امام از شمال و بلوار فرحزادی از غرب سعادت‌آباد می‌گذرد.
کوی فراز و شهرک مخابرات (بهرود) در شمال سعادت‌آباد و در دامنهٔ کوه واقعند. خیابانهای سعادت آباد،۲۴ متری،علامه،سرو و همچنین بلوار پاکنژاد و بلوار شهرداری وبلوار فرحزادی، از خیابان‌های اصلی سعادت آباد به‌شمار می‌روند.
بلوار اصلی سعادت‌آباد از جنوب به بلوار دریا و از شمال به بزرگراه یادگار امام (اوین) متصل و میدان کاج به عنوان قدیمی‌ترین و اصلی‌ترین میدان سعادت‌آباد در میانهٔ این بلوار واقع است. توسعهٔ سعادت‌آباد بعد از انقلاب اسلامی و جنگ تحمیلی آغاز شد و در واقع از ابتدای دههٔ هفتاد خورشیدی و افزایش جمعیت مهاجر تهران، شدت گرفت. این توسعه از بلوار اصلی سعادت‌آباد آغاز شد و در جهت غرب به سمت دره فرحزاد و در جهت شرق به سمت دره اوین ادامه پیدا کرد. به طوری‌که در حال حاضر تقریباً زمین خالی و بی‌استفاده در سعادت آباد وجود ندارد و توسعهٔ عمودی این محله شدت گرفته‌است و بر تعداد طبقات ساختمان‌ها افزوده می‌شود.
بلوار اصلی سعادت‌آباد در امتداد شمال - جنوب است. خیابان ۲۴ متری سعادت‌آباد و علامه در شرق بلوار اصلی سعادت‌آباد و موازی با آن و بلوار پاکنژاد و فرحزادی در غرب بلوار اصلی و موازی با آن واقع شده‌اند. خیابان اصلی شرقی - غربی سعادت‌آباد بلوار سرو است و به موازات ان، بلوار دریا در ضلع جنوبی سعادت آباد جای دارد و مرز سعادت آباد و شهرک غرب به حساب می‌آید.
خیابان ۲۴ متری از شمال به بزرگراه بزرگراه یادگار امام (اوین) و از جنوب به میدان فرهنگ ختم می‌شود. این خیابان به‌طور کامل مسکونی و برخلاف اکثر خیابانهای اصلی سعادت‌آباد، فاقد هرگونه مرکز خرید یا تجاری است. به همین دلیل نسبت به سایر خیابانهای سعادت‌آباد از آرامش نسبی برخوردار است. ادامه خیابان ۲۴ متری به سمت جنوب، پس از عبور از میدان فرهنگ، بلوار فرهنگ نام دارد که شرکت‌های تجاری بزرگ و معتبری در ابتدای آن قرار دارند. در این محله تعداد بسیاری کافه و رستوران وجود دارد که این محله را بیدار نگاه می‌دارد. تردد خودروهای لوکس و ترافیک نیز تا پاسی از شب وجود دارد. در این منطقه مرکز خرید اپال قرار دارد.
میدان فرهنگ به سمت غرب به نام بلوار سرو شرقی شناخته می‌شود و در اواسط بلوار سرو شرقی، خیابان علامه شمالی آن را قطع می‌کند. خیابان علامه از دو بخش شمالی و جنوبی تشکیل می‌شود چرا که توسط بزرگراه نیایش به دو قسمت تقسیم شده‌است. قبل از احداث بزرگراه نیایش در اواخر دهه هفتاد شمسی، تمام خیابان‌های سعادت آباد در شمال و جنوب مستقیماً به هم متصل بودند اما اکنون خیابان علامه در سمت شمال و جنوب بزرگراه نیایش به هم متصل نیستند. با احداث روگذر در سال ۹۴، شمال و جنوب بلوار شهرداری به یکدیگر متصل شده‌اند.
خیابان علامه شمالی شامل مجتمع‌های متعدد تجاری-مسکونی بوده و از پاساژها و مجتمع‌های تجاری شیک و متنوعی از جمله مجتمع‌های تجاری علامه و توس و مجتمع تازه احداث دیدار و مجتمع رویال سعادت آباد در تقاطع بلوار ایران زمین و جنوب بلوار سعادت آباد واقع شده. این محله از رستورانهای ایتالیایی لوتوس و رومانا برخوردار است. همچنین این محله میزبان رستوران‌های خوب ایرانی همچون باغ رستوران لُرد، نارنجستان و نایب بوده و رستوران‌های فست فود معروف مانند پرپروک و برگرلند و باماهاس و هایدا و باروژ و باگت و … هم در این منطقه وجود دارند.
خیابان علامه جنوبی پس از بزرگراه نیایش آغاز می‌شود. این خیابان از جنوب به بلوار دریا (مرز شهرک غرب و سعادت آباد) و از شرق به بلوار فرهنگ مرتبط است. البته پاساژهای دیگری بمانند رویال سعادت آباد، مجتمع تجاری دیدار و همچنین پاساژ پرواز در محدوده این منطقه پراکنده هستند. همچنین نمایشگاه‌های خودرویی بزرگ در بلوار فرحزادی، بلوار۲۴ًمتری، چهارراه سرو (میدان سرو)، کوی فراز و علامه وجود دارد.
در سمت غربی بلوار اصلی سعادت آباد، سه بلوار «شهرداری»، «پاکنژاد» و «فرحزادی» قرار دارند. شرقی‌ترین این بلوارها شهرداری است و غربی‌ترین آن‌ها فرحزادی است هر کدام از آن‌ها به ترتیب منتهی به بلوار جوریکی «ذبیحی» میدان بهرود و فرحزاد راه دارند.
هر کدام از این بلوارها چشم‌انداز خاص خود را دارند بلوار شهرداری چشم‌انداز برج‌های انتهایی کوی فراز را داشته و نمای زیباتری نسبت به دو بلوار دیگر دارد در ادامه بلوار پاکنژاد نمای مجتمع‌های مسکونی ماهان را دارد و در لاین به سمت جنوب آن نمایندگی رنو و تویوتا موجود است و در ضلع جنوبی میدان شهرداری نمایندگی بی ام و واقع شده.
در شمال سعادت آباد و در دامنهٔ کوه با توجه به آب و هوای خوب، مناطق تفریحی و توریستی متعددی وجود دارد یا در دست احداث است. منطقه تفریحی و توریستی درکه (اوین درکه) یکی از مناطق تفریحی سابقه دار و قدیمی تهران است که در شمال شرقی سعادت آباد (اما نه متصل به آن) واقع شده‌است. در شمال غربی سعادت آباد هم منطقه تفریحی فرحزاد قرار دارد که از مناطق تفریحی قدیمی تهران است. همچنین در شمال سعادت آباد و در منتهی‌الیه شمال شهرک مخابرات، پارک بوستان کوهستان که شامل جاذبه‌های متعدد گردشگری و تفریحی خواهد بود، در حال احداث است.
هتل اسپیناس پالاس، بزرگترین و مدرن‌ترین هتل پنج ستاره ایران در شمال سعادت آباد و در ضلع شمال غربی میدان بهرود واقع شده‌است. این محله محل سکونت بسیاری از هنرمندان، ورزشکارها و سیاست‌مداران مهم ایرانی است.

## بوستان‌ها و فضای سبز

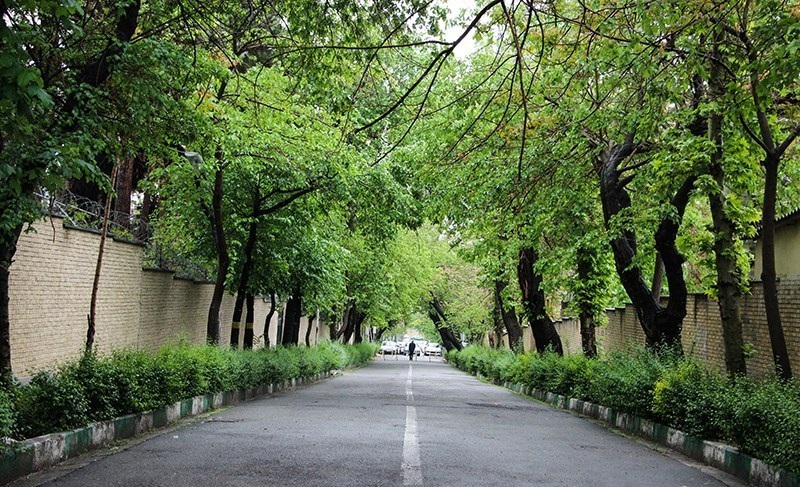
یکی از بوستان‌های سعادت آباد

| ردیف | نام پارک      | مساحت  | آدرس                                                                                        |
| ---- | ------------- | ------ | ------------------------------------------------------------------------------------------- |
| ۱    | سعادت آباد    | ۲۹۴۰۰  | خیابان دوم سعادت آباد، تقاطع بلوار بهزاد                                                    |
| ۲    | مدیریت        | ۴۵۷۹   | پل مدیریت، چهارراه قدس                                                                      |
| ۳    | سعادت         | ۴۸۳۸   | خیابان ۲۴ متری سعادت آباد، نبش ۲ شرقی                                                       |
| ۴    | دلاوران       | ۱۸۷۷۱  | سعادت آباد، بلواردریا، نبش بلوار شهرداری                                                    |
| ۵    | آبشار         | ۲۴۳۰۰  | خیابان ۲۳ سعادت آباد، شمال شرق تقاطع با بلوار شهرداری                                       |
| ۶    | شکوفه         | ۱۲۴۷۱  | سعادت آباد، خیابان سرو غربی، خیابان شکوفه                                                   |
| ۷    | سنگی          | ۹۰۴۹   | سعادت آباد، حد فاصل خیابان ۱۱ و ۱۳                                                          |
| ۸    | ستایش         | ۸۴۶۱   | جنوب شرق تقاطع سعادت آباد و بزرگراه نیایش                                                   |
| ۹    | صدف           | ۳۵۱۰   | بلوار سرو غربی، ضلع شمال غربی، میدان شهرداری                                                |
| ۱۰   | کوی فرهنگ     | ۱۶۰۸   | پل مدیریت، خیابان فرهنگ، کوی فرهنگ                                                          |
| ۱۱   | فرهنگ         | ۷۱۸۶   | شمال میدان فرهنگ، جنب بیمارستان پارسیان                                                     |
| ۱۲   | علامه         | ۶۲۳۸   | خیابان علامه شمالی، خیابان ۲۰                                                               |
| ۱۳   | گلریز         | ۵۴۷۲   | جنوب شرقی میدان شهرداری                                                                     |
| ۱۴   | لادن          | ۱۸۷۹۳  | شمال میدان شهرداری، شرق بلوار شهرداری شمالی                                                 |
| ۱۵   | پیشکسوتان     | ۵۰۴۶   | سعادت آباد، علامه جنوبی، نبش خیابان ۳۴                                                      |
| ۱۶   | گل‌آرا         | ۲۲۰۱   | سرو غربی، روبروی خیابان شکوفه                                                               |
| ۱۷   | بهاران        | ۷۲۹۰   | علامه جنوبی، خیابان حق طلب                                                                  |
| ۱۸   | مروارید       | ۱۰۰۵۰  | خیابان دریا، خیابان شهرداری شمالی، کوی مروارید                                              |
| ۱۹   | گل            | ۹۱۶    | جنب مسیل، شمال میدان فرهنگ،انتهای کوی ۷                                                     |
| ۲۰   | شب بو         | ۲۰۰۰   | بلوار ۲۴ متری سعادت آباد، کوی شب بو                                                         |
| ۲۱   | صرافها (گلپر) | ۱۵۰۰   | جنوب شرقی میدان شهرداری                                                                     |
| ۲۲   | کوثر          | ۷۰۰۰   | بلوار دریا، ۳۵ متری شهرداری جنوبی، نرسیده به نیایش                                          |
| ۲۳   | نیما          | ۵۱۲۴   | فرحزادی، نبش خیابان سپهر                                                                    |
| ۲۴   | بوستان        | ۹۵۳۸   | بلوار فرحزادی، تقاطع خیابان سرو غربی                                                        |
| ۲۵   | دریا          | ۱۹۵۲   | بلوار فرحزادی، نرسیده به تقاطع دریا                                                         |
| ۲۶   | ساحل          | ۱۶۳۰   | بلوار فرحزادی، نرسیده به دریا، نبش خیابان محتاج                                             |
| ۲۷   | پرستو         | ۳۶۸۸   | میدان بوستان، خیابان طاهرخانی                                                               |
| ۲۸   | ایمان         | ۱۶۶۴   | خیابان سپهر، خیابان ایمان                                                                   |
| ۲۹   | معلم          | ۶۵۸۲   | خیابان فرحزادی، نرسیده به نیایش، خیابان تربیت معلم                                          |
| ۳۰   | پلیس          | ۴۲۵۶   | بلوار پاکنژاد، پایین‌تر از میدان سرو                                                         |
| ۳۱   | امام حسین     | ۱۱۶۳۱  | غرب یادگار امام، خیابان ارغوان غربی                                                         |
| ۳۲   | میثاق         | ۶۲۷۴   | غرب یادگار امام، خیابان کوهستان، خیابان میثاق                                               |
| ۳۳   | آسمانها       | ۴۷۴۷   | انتهای بلوار فرحزادی، خیابان آسمانها                                                        |
| ۳۴   | مولانا        | ۱۱۲۷۰  | ضلع شمال غربی تقاطع بلوار پاکنژاد و دادمان                                                  |
| ۳۵   | گلگشت         | ۹۷۱۱   | بلوار فرحزادی، بلوار کوهستان                                                                |
| ۳۶   | آسمان ۱۲      | ۴۵۰۰   | میدان کتاب،انتهای بلوار آسمانها، حاشیه بزرگراه یادگار امام                                  |
| ۳۷   | سروناز        | ۵۴۰۰   | خیابان ارغوان، خیابان سروناز                                                                |
| ۳۸   | ارغوان        | ۲۴۸۸   | خیابان ارغوان، بعد از تقاطع درختی                                                           |
| ۳۹   | پانزده خرداد  | ۱۱۲۱۷  | ضلع جنوب غربی میدان فرحزاد، کوچه استخر                                                      |
| ۴۰   | پارک پرواز    | ۱۰۶۳۰۳ | انتهای بلوار پاکنژاد، بلوار پیام، میدان بهرود، جنب فروشگاه شهروند                           |
| ۴۱   | کیهان         | ۱۳۶۵۱  | بلوار ایثار، بالاتر از بزرگراه یادگار امام، روبروی خیابان البرز ۶، ضلع جنوب غربی پارک پرواز |
| ۴۲   | امید          | ۳۰۰۰   | شهرک مخابرات، خیابان پیوند، بین پیوند ۱۰ و ۱۲                                               |
| ۴۳   | کوهسار        | ۱۳۷۳   | میدان درکه، خیابان شهید میر اسماعیلی                                                        |
| ۴۴   | نیمایوشیج     | ۳۹۲۰   | روبروی شهرک گلدیسان                                                                         |

## گردشگری
- سینما اریکه ایرانیان

### مراکز خرید
- مرکز تجاری سروستان
- مرکز تجاری بوعلی
- مرکز تجاری آرن
- پاساژ مادر
- فروشگاه شهروند بهرود
- مرکز تجاری علامه
- مرکز تجاری سهیل
- مرکز تجاری ابریشم
- مرکز خرید توس (علامه طباطبایی جنوبی)
- مرکز تجاری کسری
- مرکز تجاری پرواز
- مجتمع تجاری دیدار
- مرکز خرید اپال